# Ремзе
Ремзе (њем. Remse) општина је у њемачкој савезној држави Саксонија. Једно је од 33 општинска средишта округа Цвикау. Према процјени из 2010. у општини је живјело 1.885 становника. Посједује регионалну шифру (AGS) 14524260.

## Географски и демографски подаци
Ремзе се налази у савезној држави Саксонија у округу Цвикау. Општина се налази на надморској висини од 225 метара. Површина општине износи 14,8 km². У самом мјесту је, према процјени из 2010. године, живјело 1.885 становника. Просјечна густина становништва износи 127 становника/km².